# Personnages de Fringe
 (mai 2023).
Si vous disposez d'ouvrages ou d'articles de référence ou si vous connaissez des sites web de qualité traitant du thème abordé ici, merci de compléter l'article en donnant les références utiles à sa vérifiabilité et en les liant à la section « Notes et références ».

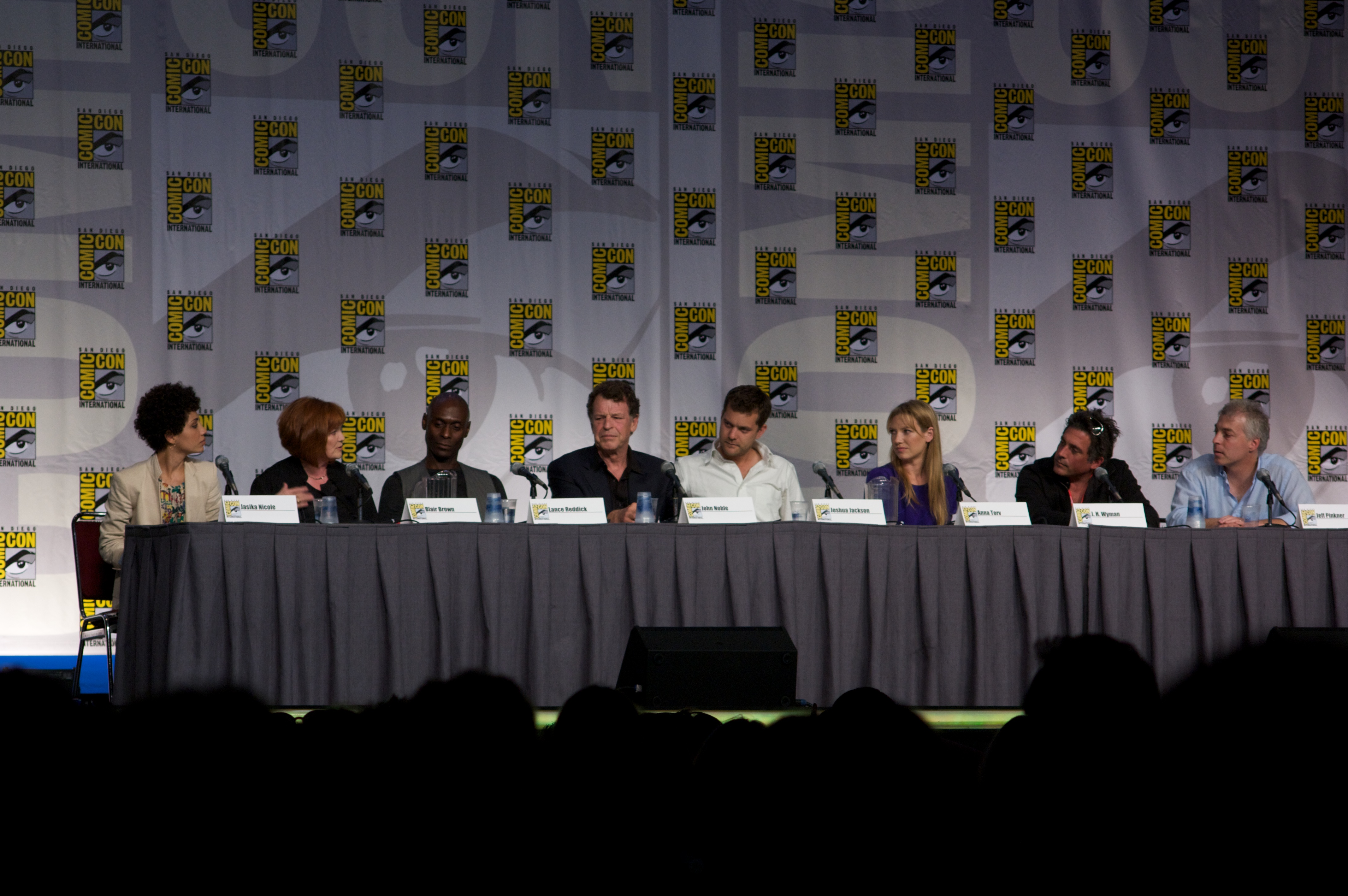
Acteurs de "Fringe".

Cette page présente la liste des personnages de la série télévisée américaine Fringe.

## Personnages principaux

### Olivia Dunham
Incarnée par Anna Torv.
Olivia Dunham est un jeune agent fédéral assigné à la section Fringe après que son compagnon a été exposé à un agent bactériologique. Solitaire et animée par un fort sens de la justice, elle se consacre totalement à son travail. Elle possède une mémoire eidétique. Elle a été victime des essais de W.Bell et Walter lorsqu'elle était petite.

### Walter Bishop
Incarné par John Noble.
Walter Bishop est un scientifique surdoué ayant anciennement travaillé pour le gouvernement américain. Autrefois compagnon de laboratoire de William Bell, il fut interné pendant dix-sept ans en institut psychiatrique après un incident ayant entraîné la mort de son assistante.

### Peter Bishop
Incarné par Joshua Jackson.
Peter Bishop est le fils de Walter. Esprit aussi brillant que son père dans le domaine scientifique, il sera pourtant renvoyé de l’université en raison de dettes de jeu. Lorsque la série commence, Olivia va le chercher en Irak pour l'aider à faire sortir Walter de l'asile psychiatrique où il est enfermé. À contre-cœur, il acceptera d'être le tuteur légal de son père mais ne compte pas rester aux États-Unis. D'abord réticent, il acceptera cependant d'intégrer l'équipe en tant que « consultant civil » du FBI et secondera son père dans ses expériences.

### Phillip Broyles
Incarné par Lance Reddick.
Phillip Broyles est le directeur de la section Fringe. Il a le rang de colonel, puis est promu général dans le dernier épisode de la 4e saison. Bien que très professionnel et respectueux des procédures, Broyles peut se montrer étonnamment flexible quand il s’agit de gérer les circonstances particulières des affaires sur lesquelles sa section est amenée à enquêter.

### Astrid Farnsworth
Incarnée par Jasika Nicole.
Astrid Farnsworth est un jeune agent du FBI chargée d’assister Olivia Dunham. Bien que douée dans divers domaines (informatique, cryptographie, etc.), elle deviendra de fait la principale collaboratrice de Walter Bishop en travaillant à ses côtés dans son laboratoire secret de l'université Harvard. Walter, bien qu'il connaisse parfaitement son nom, l'appelle fréquemment (par distraction et/ou par référence) Astro, Aspic (à un moment ou Walter lui a demandé une seringue), Astéroïde, Athos ou encore Astrix ou Astérisque.

### Nina Sharp
Incarnée par Blair Brown.
Nina Sharp est un personnage énigmatique. Directrice exécutive de Massive Dynamic, elle y exerce de hautes fonctions et, bien qu'elle dise vouloir apporter son aide à la section Fringe dans ses enquêtes, on comprend qu'elle poursuit avant tout ses propres buts et qu'elle cache des secrets inavouables. Elle entretient des relations particulières avec Phillip Broyles et elle connaissait les Bishop père et fils bien avant l’internement de Walter.
Dans la nouvelle chronologie de la saison 4, elle a adopté Olivia quand elle était enfant, développant une relation particulière avec elle. Son double alternatif s'allie à David Robert Jones, avant d'être arrêtée par Fauxlivia.
En 2036, Nina Sharp se déplace en fauteuil roulant et travaille au Ministère des Sciences de New York. Secrètement alliée à la Résistance, elle est contrainte de se suicider pour protéger les fugitifs.

### Lincoln Lee
Incarné par Seth Gabel
Dans l'univers alternatif, il est le Capitaine de la Division Fringe.
Dans l'univers originel, il est un simple agent du FBI qui collabore avec Olivia et Peter dans une affaire, avant de se retrouver affecté à la division Fringe.

## Personnages secondaires

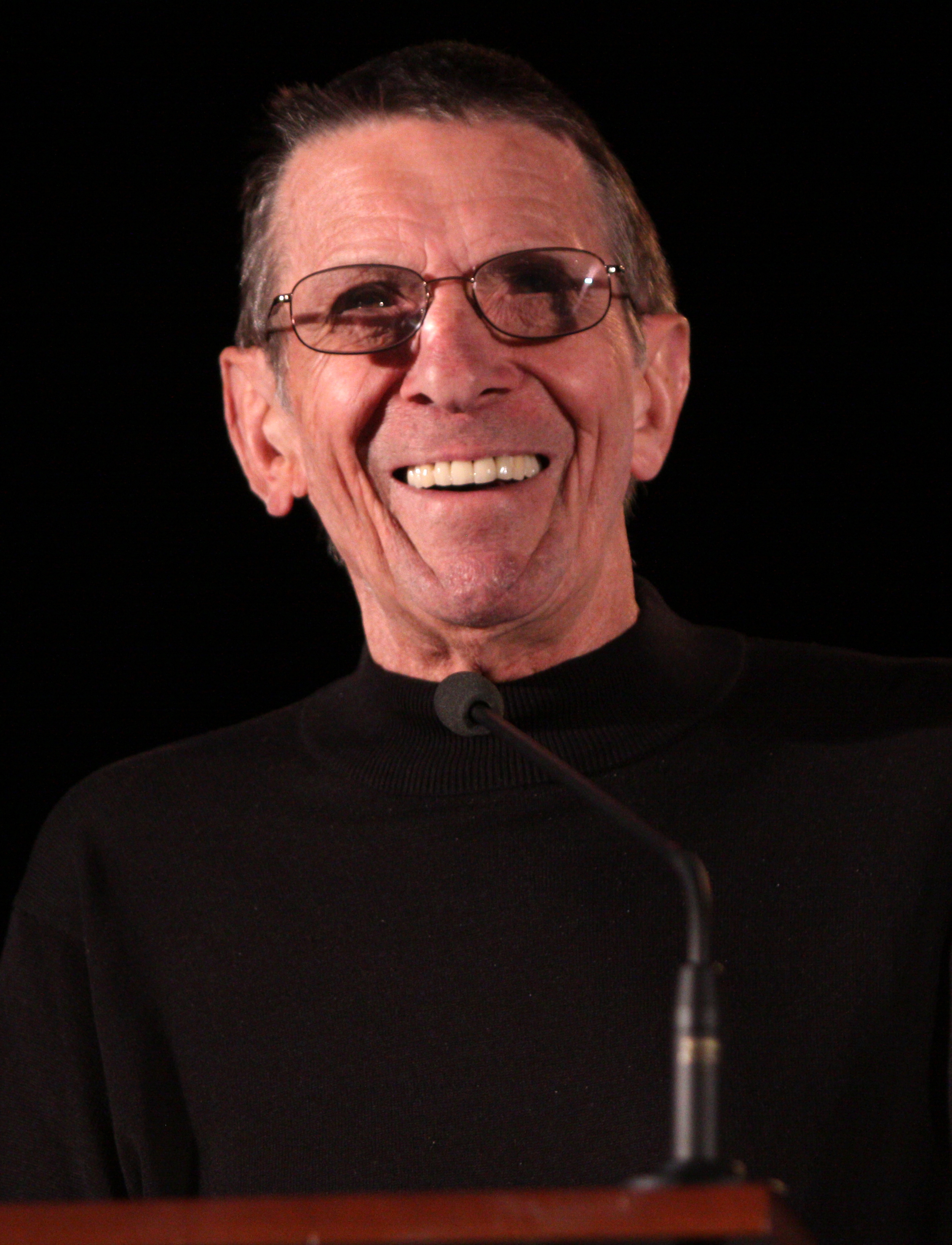
Leonard Nimoy en 2011

### William Bell
Incarné par Leonard Nimoy.
Le docteur William Bell est le président et fondateur de Massive Dynamic, une gigantesque entreprise spécialisée dans les hautes technologies. Il est l'ancien partenaire de laboratoire de Walter Bishop, tous deux s'étant connus étudiants. À l'insu de tous, il vit désormais dans une réalité parallèle à celle des protagonistes, et travaille pour le ministère de la défense américain de cet univers. Il meurt à la fin de la deuxième saison. Cependant il revient dans la quatrième saison, dans une nouvelle chronologie. Il se révèle être le supérieur de David Robert Jones, qui a pu traverser d'un univers à l'autre. Il tente alors de détruire les deux réalités pour créer son propre univers, mais échoue grâce à Walter. Il s'enfuit alors.
Il revient quelque temps plus tard pour aider l'équipe à lutter contre les Observateurs. Il entre notamment en possession de deux balises nécessaires au plan de Walter et Septembre. Mais il décide de trahir une fois de plus l'équipe, avant d'être ambré avec elle. N'ayant pas été libéré, son corps est récupéré par les hommes de Windmark.

### Septembre
Incarné par Michael Cerveris.
September, l’observateur, est un personnage mystérieux présent à chaque fois qu’un événement important de la section Fringe se produit. Il fait partie d’une équipe plus large d’Observateurs répartis à travers le monde. Chauve, dépourvu de sourcils et portant systématiquement le même costume noir, il apparaît dans chaque épisode, plus ou moins caché. Il ne peut intervenir dans le cours des événements qu'il observe et semble connaître le futur. Il utilise des jumelles d'une technologie sophistiquée avec lesquelles il semble prendre des mesures. Il note ses observations en utilisant une écriture inconnue dans un carnet noir. Au fur et à mesure de leurs enquêtes, les membres de la section Fringe s'aperçoivent qu'il est présent sur tous les lieux où se sont produits des évènements inexpliqués. En tentant de trouver des informations le concernant, ils découvrent que l'Observateur a toujours assisté aux principaux évènements historiques, et ce dans les deux univers. De plus, il dispose d'une technologie avancée et de pouvoirs surnaturels. 
Il révèle finalement être membre d'une équipe de scientifiques provenant d'un futur où en 2609, la Terre sera détruite par l'action humaine. Septembre et d'autres Observateurs sont alors envoyés dans le passé pour étudier l'évolution humaine, sans intervenir. Septembre, en distrayant Walter-ego au cours de ses recherches, déclenche une série d'événements qui conduisent à l'enlèvement du Peter alternatif par le Walter original, le déclenchement d'une guerre entre nos deux univers et la naissance du fils de Fauxlivia et de Peter.
Cet enfant étant une anomalie temporelle, les Observateurs décident tout bonnement d'effacer Peter de l'espace-temps. Mais Septembre choisit de désobéir aux ordres de ses supérieurs et laisse Peter réapparaître. Il avertit également Walter du véritable objectif des Observateurs : prendre le contrôle de la Terre à notre époque. Il aide donc Walter à concevoir un plan de défense, et prend le nom de Donald. Après l'emprisonnement dans l'ambre de Walter et les autres, il commence à suivre lui-même son plan, avant de disparaître mystérieusement.

### Charlie Francis
Incarné par Kirk Acevedo.
Charlie Francis est l’adjoint de Phillip Broyles et donc le numéro deux de la section Fringe. Ami proche d’Olivia et de son compagnon, John Scott, cette dernière n’hésite jamais à le solliciter en cas de besoin. Il est tué par un polymorphe au début de la saison 2, qui prend sa place avant que Dunham ne découvre la supercherie et ne l'abatte.

### Rachel Dunham
Incarnée par Ari Graynor.
Rachel Dunham est la sœur d’Olivia. Mère de la jeune Ella mais séparée de son mari Greg, elle semble avoir un certain nombre d’atomes crochus avec Peter Bishop ; certains de leurs centres d’intérêt communs concernent Olivia.

### David Robert Jones
Incarné par Jared Harris.
David Robert Jones est un biochimiste qui fut longtemps emprisonné en Allemagne. Autrefois employé par Massive Dynamic, la société de son mentor William Bell, il est contacté par Olivia à la suite d’une attaque bioterroriste nécessitant sa collaboration. Il parvient par la suite à s’évader grâce à un système de téléportation mis au point par Walter Bishop, avec l'aide de Mitchell Loeb. Il est lié à ZFT et s'avère être l'instigateur du "Projet", destiné à montrer à William Bell et au reste du monde toute l'étendue de son talent scientifique. Il meurt à la fin de la première saison, tranché en deux par la fermeture de la porte inter-dimensionnelle qu'il avait ouverte dans le but de s'enfuir vers l'univers parallèle. Il revient toutefois lors de la saison 4, où il se révèle être le concepteur des nouveaux polymorphes sur lesquels enquête la section "Fringe". En effet, il est révélé que dans cette nouvelle continuité mise en place à la fin de la saison 3, Jones est parvenu à s'enfuir vers l'autre univers sans que Peter ne l'en empêche, ce dernier ayant été effacé du cours du temps. Antagoniste principal de la quatrième saison, il semble avoir pour but d'enclencher l'effondrement des deux univers, afin d'en créer un nouveau, qu'il façonnerait de lui-même. Il n'est en réalité qu'un subalterne de William Bell. Il meurt dans l'avant-dernier épisode de la saison, où il comprend qu'il a été "sacrifié".
Son nom est une référence au chanteur David Bowie dont le nom à l'état civil était David Robert Jones.

### Sanford Harris
Incarné par Michael Gaston.
Sanford Harris est un ami proche de Phillip Broyles et un ancien membre des marines. À la suite d’une agression sexuelle, il fut poursuivi par Olivia et condamné à plusieurs années de prison. Devenu par la suite un membre haut-placé du Pentagone, il est envoyé pour évaluer le fonctionnement de la section Fringe. Une mission qui le met de nouveau face à Olivia et réveille d’anciennes tensions. Il meurt brûlé à la fin de la saison 1.

### Mitchell Loeb
Incarné par Chance Kelly.
Mitchell Loeb est un agent du FBI. Personnage sans scrupules, il s’avère en fait lié à la cellule bioterroriste ZFT. Il aide David Jones à s’évader grâce au système de téléportation de Walter Bishop.

### John Scott
Incarné par Mark Valley.
John Scott est le partenaire et amant d’Olivia Dunham. Lors d’une mission, il est contaminé par un agent bactériologique qui rend sa peau translucide. Placé sous traitement, il s’avérera être un agent-double au service de la NSA, essayant d'infiltrer ZFT. Il trouve la mort lors d’une course-poursuite, mais une partie de son esprit sera « piégé » dans celui d'Olivia, qui parlera avec lui quelque temps avant de disparaître.

### Walter-ego
Incarné par John Noble.
Version alternative de Walter Bishop, Walter-ego réside de l'« autre côté », dans un univers parallèle. Beaucoup plus froid et dur que son homologue dans notre dimension, il y exerce la fonction de secrétaire de la défense des États-Unis ; il y est aussi le responsable de la section Fringe. Depuis que son fils Peter Bishop a été enlevé par Walter Bishop, il s'est préparé à livrer une guerre contre l'univers original.
Son surnom est la contraction de « Walter » et « Alter-ego ». En anglais, il est appelé « Walternate ».

### Fauxlivia
Incarnée par Anna Torv.
Version alternative d'Olivia Dunham, Fauxlivia réside de l'« autre côté », dans un univers parallèle. Elle est un agent de la section Fringe de ce second univers. Certains détails de sa vie professionnelle et personnelle sont différents de celle de l'Olivia de l'univers original. Ainsi, contrairement à l'Olivia du premier monde, elle est rousse, sa mère est encore en vie, mais sa sœur est morte en couches. Elle est championne olympique de tir. Elle semble également plus sûre d'elle, plus sociable et moins renfermée. Lors de la troisième saison, elle est chargée par Walter-ego d'infiltrer la section Fringe de l'univers original en se faisant passer pour Olivia, restée captive de l'univers parallèle. Elle entame durant cette période une relation avec Peter, lequel ne se doute en rien de la supercherie, avant d'être finalement découverte puis rapatriée dans son univers. Enceinte de Peter, son secret est découvert par Walter-ego qui charge alors secrètement ses scientifiques de l'enlever afin d’accélérer le processus de grossesse et, ainsi, d'utiliser le sang de son petit-fils, contenant l'ADN de Peter, pour activer la machine des Premiers Hommes. Elle est amenée à collaborer avec son double lors de la saison 4, où les deux sections Fringe doivent travailler ensemble pour contrer les projets de Jones, à la suite de la fusion de leurs univers. Toutefois, elle ne garde dans cette continuité aucun souvenir de Peter, qu'elle n'a jamais rencontré, et n'a donc jamais mis au monde son enfant. 
Son surnom est la contraction de « Faux » et « Olivia ».

### Elizabeth Bishop
Incarnée par Orla Brady.
Elle est la femme de Walter Bishop et la mère de Peter dans les deux univers. Elle aura beaucoup de mal à accepter la mort de son fils, mais ne sera pas d'accord avec Walter lorsque ce dernier décidera d'aller kidnapper le Peter du monde alternatif. Après s'être séparé de Walter, à la suite de son internement, elle se suicide en 2001 dans ce qui s'apparentait à un accident de voiture, ne pouvant supporter son sentiment de culpabilité.
Dans le monde alternatif, elle est toujours mariée à Walter-ego.

### Brandon Fayette
Incarné par Ryan McDonald.
Il est l'un des plus importants scientifiques travaillant pour Massive Dynamic. Il lui arrive régulièrement d'aider les membres de la division Fringe.
Dans l'univers alternatif, il occupe une place directe au sein de la Division Fringe, où il est un conseiller scientifique très proche du Secrétaire Walter Bishop. C'est lui qui a l'idée de remplacer Olivia Dunham par Fauxlivia. Il est assassiné dans la chronologie de la saison 4. 
À noter que Brandon Fayette est un technicien des effets spéciaux, qui a notamment travaillé sur Star Trek de J. J. Abrams, qui produit également Fringe.

### Windmark
Incarné par Michael Kopsa.
Le capitaine Windmark est un Observateur supervisant l'occupation de la Terre en 2036. Il vient d'un futur où en 2609 notre planète sera détruite par l'humanité, forçant les hommes à voyager vers le passé. Dénué de tout remords, il est un adversaire redoutable pour la Résistance.
La technologie élaborée à son époque lui offre de nombreuses capacités comme la téléportation, une grande rapidité et la télépathie. Son principal objectif est la destruction de la Résistance et la capture des membres de la division Fringe libérés de l'ambre. C'est notamment lui qui détruit les souvenirs de Walter en le torturant, l'empêchant ainsi de se rappeler le plan pour vaincre les Observateurs, et qui exécute Henrietta, la fille de Peter et Olivia. Un violent duel s'engage entre lui et Peter Bishop, qui finit par l'abandon de ce dernier. Par la suite, il découvre que Nina Sharp travaille avec la Résistance, mais elle se suicide avant l'interrogatoire. L'existence de Michael, l'enfant Observateur, lui est également révélé.
Il retourne peu après en 2609 pour enquêter sur l'enfant, qui est en réalité une anomalie génétique numérotée XB-6783746. Redoutant une possible défaite des Observateurs, il n'obtient pas l'autorisation de retourner dans une époque passée où il pourrait éradiquer les fugitifs.
De retour en 2036, il met enfin la main sur l'anomalie XB-6783746. Michael se révèle plus fort que lui. Incapable de lire en lui, Windmark ordonne sa dissection. Olivia récupère le garçon avec l'aide de Broyles. Le capitaine Windmark découvre que ce dernier est un agent double et le fait arrêter. Au cours de l'interrogatoire, le siège des Observateurs est attaqué par Peter et Olivia. Broyles, ses deux sauveurs, Septembre et Michael sont enfin prêts à mettre en application le plan.
Mais le capitaine des Observateurs n'a pas dit son dernier mot. Une lutte à mort s'engage entre lui, Peter et Olivia. Très vite Windmark met ses deux adversaires à terre. Mais Olivia, se servant de ses pouvoirs télékinétiques issus du cortexiphan, venge enfin sa fille en écrasant l'Observateur entre deux voitures.

### Michael
Incarné par Spencer List dans la saison 1, puis par Rowan Longworth dans la saison 5.
Michael est un jeune Observateur issu du clonage humain, dans le futur. Considéré comme une anomalie génétique, il devait être détruit. Son « père », Septembre, décide de le cacher dans le passé pour le sauver.
En 2009, un jeune garçon chauve et muet est découvert par l'équipe Fringe. Pourvu de capacités empathiques, il aide Olivia à arrêter un meurtrier. Il est ensuite placé dans une famille d'accueil.
Dans la nouvelle ligne temporelle, Walter et Donald (Septembre) le cachent dans une poche de l'univers. L'équipe part à sa recherche car il est essentiel au plan de Walter, mais il a disparu de l'univers de poche. Ils découvrent que le garçon est en réalité un Observateur. Il est finalement localisé dans une famille résistante, qui l'a prénommé Michael. Il est récupéré par les fugitifs.
Après avoir retrouvé Donald, l'équipe découvre le rôle de Michael dans le plan : il doit être envoyé en 2167, où le créateur des Observateurs verra qu'il ne faut pas nécessairement supprimer les émotions pour faire des hommes plus intelligents. Cela devrait donc supprimer purement et simplement les Observateurs tels qu'ils ont évolué et donc empêcher l'invasion.

## Organisations

### Section spéciale
La Section spéciale ("Fringe Division" en version originale) est une branche du F.B.I. chargée d'enquêter sur des phénomènes paranormaux menaçant la sécurité des États-Unis. Son siège est situé à Boston. Elle est dirigée par Phillip Broyles et rassemble à la fois de vrais agents du F.B.I. tels qu'Olivia Dunham et Astrid Farnsworth, et des consultants comme les Bishop et Nina Sharp.
Dans l'univers alternatif, elle dépend de l'armée et du Ministère de la Défense. Son rôle est de lutter contre l'effondrement de l'espace-temps en colmatant les failles spatio-temporelles grâce à l'ambre. Elle est dirigée par le colonel Broyles avec sous son commandement Fauxlivia et le capitaine Lee. Les Bishop n'en font pas partie en tant que consultants, Walter-ego étant le secrétaire de la Défense et Peter appartenant à celle de l'univers original.

### Z.F.T.
Z.F.T. (Zerstörung durch Fortschritt der Technik : littéralement : la destruction par l'avancement de la Science) est une organisation bio-terroriste à l'origine de la plupart des événements sur lesquels enquête la Section spéciale. Suivant les directives d'un manifeste écrit par William Bell, elle se prépare à une future guerre contre l'autre univers. La mort de son chef, David Robert Jones, met fin à l'existence de l'organisation.
Lorsque Peter est effacé par les Observateurs et que le temps est réécrit à partir de la saison 4, Jones est également ramené à la vie. Il a donc pu rejoindre Bell dans l'univers alternatif. Les deux hommes joignent leurs efforts pour tenter de détruire les deux univers et en créer un nouveau. Leurs plan sont finalement contrecarrés par Walter, Peter et Olivia.

### Massive Dynamic
Massive Dynamic est une gigantesque multinationale fondée par le scientifique William Bell, ancien associé de Walter Bishop. Elle est à l'origine des nombreuses innovations et grandes découvertes scientifiques, dans tous les domaines possibles. Depuis la disparition de son fondateur, Massive Dynamic est dirigée par Nina Sharp et collabore étroitement avec le F.B.I. En 2036, l'entreprise n'existe plus et a été remplacée par le Ministère des Sciences des Observateurs.
Dans l'univers alternatif, Massive Dynamic n'existe pas car le William Bell de cet univers est mort jeune. Walter-ego y a néanmoins fondé sa propre entreprise avant de devenir Secrétaire de la Défense : Bishop Dynamic.

### Observateurs
Les Observateurs sont des êtres humains, quelques générations après notre époque. Ils sont issus d'un long processus d'évolution contrôlée de l'homme, commencée à Oslo le 20 février 2167 : un scientifique découvre en effet qu'en supprimant les parties du cerveau responsables des émotions, on pourrait augmenter les capacités intellectuelles. Dépourvus d'émotions et de sentiments, ils vont jusqu'à remplacer la reproduction naturelle par le clonage. Leurs capacités leur permettent de développer une technologie pour voyager dans le temps et dans l'espace. Douze scientifiques sont ainsi envoyés dans le passé pour étudier l'Histoire.
En 2609, ils finissent par détruire toute possibilité de vie sur Terre en empoisonnant le sol, l'eau et l'air. Un grand nombre d'Observateurs sont alors à leur tour envoyés dans le passé, en 2015, pour prendre le contrôle de la Terre. Une lutte féroce s'engage avec la Résistance humaine, puis avec la Division Fringe originelle.
Les Observateurs perdent finalement le combat : Walter et Michael voyagent jusqu'en 2167 et changent le cours du temps. Les humains décident de ne pas abandonner les émotions au profit de l'intelligence, et ainsi ils n'envahissent pas la Terre en 2015. 

#### Observateurs secondaires
- Décembre (Eugene Lipinski) est le chef des douze scientifiques envoyés dans le passé pour étudier l'Histoire de l'humanité. Comme ses confrères, le contact avec les humains fait naître en lui la capacité de ressentir des émotions. Il s'oppose néanmoins à Septembre quand celui-ci tente d'aider les Bishop et Olivia. En 2036, il finit par changer d'avis et aide Septembre à obtenir un élément essentiel de son plan. Il est alors pendu par les loyalistes pour trahison.
- Août est lui aussi l'un des douze scientifiques. Il se fascine pour une jeune fille, Christine Hollis, pressentant son importance sans parvenir à en comprendre les raisons. Il se sacrifie en sauvant la vie de Christine, faisant d'elle la première humaine responsable de la mort d'un Observateur.
- Le Commandeur (James Kidnie) est le dirigeant des Observateurs en 2609.

## Note et référence
1. ↑  https://www.imdb.com/title/tt1119644/trivia?ref_=tt_trv_trv